# Gleidineia Leite Campos
Gleidineia Leite Campos (1975) es una botánica, curadora y profesora brasileña.
En 1997, obtuvo una licenciatura en Historia natural, por la Universidad Católica de Salvador; y, la maestría en Biología Vegetal en 2000, por la Universidad Federal de Pernambuco, con la defensa de la tesis: Lentibulariaceae de Catolés, Abaíra, Bahia, Brasil.
Desde 2011, desarrolla actividades investigación, como Coordinadora técnica, Secretaría de Educación del Estado de Bahia, SEC, Brasil.
Tiene experiencia en el área de Botánica, con énfasis en las familia lentibulariáceas y en las gentianáceas, principalmente en su taxonomía.

## Algunas publicaciones
- gleidinia l. Campos, a.m. Giulietti, m. Cheek. 2010. Uma nova espécie de Utricularia L. (Lentibulariaceae) da Chapada Diamantina, Bahia, Brasil. Sitientibus. Série Ciências Biológicas 10 (2-4): 233 (en línea Archivado el 4 de marzo de 2016 en Wayback Machine.)

### Capítulos de libros
- gleidinia l. Campos, m.j.g. Andrade. 2009. Lentibulariaceae. En: Giulietti, A.M.; Rapini, A.; Andrade, M.J.G. de; Queiroz, L.P. de; Silva, J.M.C. da (orgs.) Plantas Raras do Brasil. Belo Horizonte: Conservação Internacional, pp. 238-238

## Membresías
- ASPT (American Society of Plant Taxonomists)
- de la Sociedad Botánica del Brasil[4]